# Simón-Bolívar-Preis
Mit dem Simón-Bolívar-Preis (engl.: International Simón Bolívar Prize) würdigte die UNESCO herausragende Verdienste, die im Einklang mit den Zielen des südamerikanischen Unabhängigkeitskämpfers Simón Bolívar zur „Freiheit, Unabhängigkeit und Würde der Völker und zur Stärkung einer neuen internationalen wirtschaftlichen, sozialen und kulturellen Ordnung beitragen“, wobei die Verdienste auf intellektuellem, künstlerischem oder sozialem Gebiet oder durch die Mobilisierung der öffentlichen Meinung erworben werden konnten. Die 1978 auf Anregung des damaligen venezolanischen Staatspräsidenten Carlos Andrés Pérez ins Leben gerufene Auszeichnung wurde zum ersten Mal im Jahr 1983 verliehen und zuletzt im Jahr 2004. Eine Reaktivierung ist in der Diskussion.
Die Verleihung des Preises sollte laut den zugrundeliegenden Richtlinien alle zwei Jahre um den 24. Juli erfolgen, den Geburtstag Simón Bolívars. Tatsächlich erfolgten zwischen 1983 und 2004 neun Preisverleihungen, in den Jahren 1983, 1985, 1988, 1990, 1992, 1996, 1998, 2000 und 2004. Das Preisgeld wurde von der venezolanischen Regierung gestiftet und von dieser im Einvernehmen mit dem Generaldirektor der UNESCO festgesetzt. Zuletzt war der Preis mit 25.000 US-Dollar dotiert. Die Laureaten wurden durch einstimmiges Votum einer internationalen Jury gewählt, die neben fünf Vertretern der verschiedenen Regionen der Welt, eine von der venezolanischen Regierung bestimmte Person und einen Vertreter des Generaldirektors der UNESCO umfasste.

## Preisträger
| Jahr | Porträt | Preisträger und Begründung für die Verleihung | | |
| ---- | --- | --- | --- | --- |
| 2004 | | Nadia Al-Jurdi Nouaihed | libanesische Schriftstellerin | (* 1929) |
| 2004 | Die libanesische Schriftstellerin Nadia Al-Jurdi Nouaihed verbrachte zehn Jahre ihres Lebens in Venezuela. Sie gilt als Expertin für Simón Bolívar, dessen Werk sie mit ihrem Buch „Muharer Simon Bolivar“ (1994) in der arabischen Welt bekannt machte. | | | |
| 2004 | | Casa de las Américas | kubanisches Kulturinstitut | (gegründet 1959) |
| 2004 | Hauptgebäude der Casa de las Américas in Vedado/Havanna | Das kubanische Kulturinstitut Casa de las Américas widmet sich der Förderung des sozio-kulturellen Austauschs zwischen den Kunstschaffenden aus Lateinamerika, der Karibik und dem Rest der Welt. Die von dem Institut herausgegebene Zeitschrift Casa de las Américas, revista de letras e ideas gilt als eine der wichtigsten Kulturzeitschriften in spanischer Sprache. | Das kubanische Kulturinstitut Casa de las Américas widmet sich der Förderung des sozio-kulturellen Austauschs zwischen den Kunstschaffenden aus Lateinamerika, der Karibik und dem Rest der Welt. Die von dem Institut herausgegebene Zeitschrift Casa de las Américas, revista de letras e ideas gilt als eine der wichtigsten Kulturzeitschriften in spanischer Sprache. | Das kubanische Kulturinstitut Casa de las Américas widmet sich der Förderung des sozio-kulturellen Austauschs zwischen den Kunstschaffenden aus Lateinamerika, der Karibik und dem Rest der Welt. Die von dem Institut herausgegebene Zeitschrift Casa de las Américas, revista de letras e ideas gilt als eine der wichtigsten Kulturzeitschriften in spanischer Sprache. |
| 2000 | | Samuel Ruiz García | mexikanischer Bischof | (1924–2011) |
| 2000 | Samuel Ruiz García | Samuel Ruiz García war ein mexikanischer Geistlicher und wirkte von 1959 bis 1999 als Bischof von San Cristóbal de las Casas. Er galt als Verteidiger der Anliegen der indigenen Ureinwohner Mexikos. Der Simón-Bolívar-Preis wurde ihm verliehen für sein „beachtliches persönliches Engagement und seine Rolle als Vermittler, mit der er zum Frieden und zum Respekt der Würde von Minderheiten beitrug“. | Samuel Ruiz García war ein mexikanischer Geistlicher und wirkte von 1959 bis 1999 als Bischof von San Cristóbal de las Casas. Er galt als Verteidiger der Anliegen der indigenen Ureinwohner Mexikos. Der Simón-Bolívar-Preis wurde ihm verliehen für sein „beachtliches persönliches Engagement und seine Rolle als Vermittler, mit der er zum Frieden und zum Respekt der Würde von Minderheiten beitrug“. | Samuel Ruiz García war ein mexikanischer Geistlicher und wirkte von 1959 bis 1999 als Bischof von San Cristóbal de las Casas. Er galt als Verteidiger der Anliegen der indigenen Ureinwohner Mexikos. Der Simón-Bolívar-Preis wurde ihm verliehen für sein „beachtliches persönliches Engagement und seine Rolle als Vermittler, mit der er zum Frieden und zum Respekt der Würde von Minderheiten beitrug“. |
| 2000 | | Julio María Sanguinetti | ehemaliger Präsident von Uruguay | (* 1936) |
| 2000 | Julio María Sanguinetti | Julio María Sanguinetti ist ein uruguayischer Politiker, Jurist und Journalist. Vom 1. März 1985 bis zum 1. März 1990 sowie vom 1. März 1995 bis zum 1. März 2000 bekleidete er das Amt des Präsidenten von Uruguay. Er stand dem Militärputsch von 1973 kritisch gegenüber und führte die Verhandlungen mit dem Militär, mit dem Ziel, einen friedlichen Übergang zur Demokratie zu finden. Der Simón-Bolívar-Preis wurde ihm verliehen für sein „beachtliches persönliches Engagement und für seine Initiativen zur Förderung von Entwicklung, Frieden und Kultur“. | Julio María Sanguinetti ist ein uruguayischer Politiker, Jurist und Journalist. Vom 1. März 1985 bis zum 1. März 1990 sowie vom 1. März 1995 bis zum 1. März 2000 bekleidete er das Amt des Präsidenten von Uruguay. Er stand dem Militärputsch von 1973 kritisch gegenüber und führte die Verhandlungen mit dem Militär, mit dem Ziel, einen friedlichen Übergang zur Demokratie zu finden. Der Simón-Bolívar-Preis wurde ihm verliehen für sein „beachtliches persönliches Engagement und für seine Initiativen zur Förderung von Entwicklung, Frieden und Kultur“. | Julio María Sanguinetti ist ein uruguayischer Politiker, Jurist und Journalist. Vom 1. März 1985 bis zum 1. März 1990 sowie vom 1. März 1995 bis zum 1. März 2000 bekleidete er das Amt des Präsidenten von Uruguay. Er stand dem Militärputsch von 1973 kritisch gegenüber und führte die Verhandlungen mit dem Militär, mit dem Ziel, einen friedlichen Übergang zur Demokratie zu finden. Der Simón-Bolívar-Preis wurde ihm verliehen für sein „beachtliches persönliches Engagement und für seine Initiativen zur Förderung von Entwicklung, Frieden und Kultur“. |
| 1998 | | Mário Soares | ehemaliger Premierminister von Portugal | (* 1924) |
| 1998 | Mário Soares | Mário Soares ist ein portugiesischer Politiker und war von 1976 bis 1977, 1978 und von 1983 bis 1985 Premierminister sowie von 1986 bis 1996 Präsident seines Landes. Als Anwalt hatte er im Estado Novo politische Gefangene verteidigt und mehrere Jahre im Exil verbracht. Die Jury würdigte mit der Verleihung des Simón-Bolívar-Preises Soares’ „internationale Bemühungen um Frieden, Freiheit, Menschenrechte und den Kampf gegen den Terrorismus“. | Mário Soares ist ein portugiesischer Politiker und war von 1976 bis 1977, 1978 und von 1983 bis 1985 Premierminister sowie von 1986 bis 1996 Präsident seines Landes. Als Anwalt hatte er im Estado Novo politische Gefangene verteidigt und mehrere Jahre im Exil verbracht. Die Jury würdigte mit der Verleihung des Simón-Bolívar-Preises Soares’ „internationale Bemühungen um Frieden, Freiheit, Menschenrechte und den Kampf gegen den Terrorismus“. | Mário Soares ist ein portugiesischer Politiker und war von 1976 bis 1977, 1978 und von 1983 bis 1985 Premierminister sowie von 1986 bis 1996 Präsident seines Landes. Als Anwalt hatte er im Estado Novo politische Gefangene verteidigt und mehrere Jahre im Exil verbracht. Die Jury würdigte mit der Verleihung des Simón-Bolívar-Preises Soares’ „internationale Bemühungen um Frieden, Freiheit, Menschenrechte und den Kampf gegen den Terrorismus“. |
| 1998 | | Milad Hanna | ägyptischer Schriftsteller | (* 1924) |
| 1998 | Milad Hanna ist ein ägyptischer Schriftsteller, Professor und ehemaliger Abgeordneter in der ägyptischen Nationalversammlung. Er gilt als wichtiger koptischer Denker und war Vorsitzender der ägyptischen koptischen Gesellschaft. Hanna setzte sich insbesondere für den interkulturellen Dialog ein, und engagierte sich dafür, einkommensschwachen Menschen angemessenen Wohnraum zur Verfügung zu stellen. Die Veröffentlichung seines Buches „I want shelter“ (1978) führte zu seiner dreijährigen Inhaftierung. Der Simón-Bolívar-Preis wurde ihm verliehen für sein „Eintreten für Ägyptens nationale Einheit und die Stärkung der Bürgerverantwortung“.              | | | |
| 1996 | | Muhammad Yunus | bangladeschischer Wirtschaftswissenschaftler | (* 1940) |
| 1996 | Muhammad Yunus | Muhammad Yunus ist Gründer und ehemaliger Geschäftsführer der Mikrokredite vergebenden Grameen Bank und damit einer der Begründer des Mikrofinanz-Gedankens. UNESCO-Generaldirektor Federico Mayor würdigte bei der Verleihung des Simón-Bolívar-Preises Yunus’ Einsatz dafür, die Armut zu bekämpfen und den Armen ihre menschliche Würde zu geben. | Muhammad Yunus ist Gründer und ehemaliger Geschäftsführer der Mikrokredite vergebenden Grameen Bank und damit einer der Begründer des Mikrofinanz-Gedankens. UNESCO-Generaldirektor Federico Mayor würdigte bei der Verleihung des Simón-Bolívar-Preises Yunus’ Einsatz dafür, die Armut zu bekämpfen und den Armen ihre menschliche Würde zu geben. | Muhammad Yunus ist Gründer und ehemaliger Geschäftsführer der Mikrokredite vergebenden Grameen Bank und damit einer der Begründer des Mikrofinanz-Gedankens. UNESCO-Generaldirektor Federico Mayor würdigte bei der Verleihung des Simón-Bolívar-Preises Yunus’ Einsatz dafür, die Armut zu bekämpfen und den Armen ihre menschliche Würde zu geben. |
| 1992 | | Aung San Suu Kyi | birmanische Oppositionspolitikerin | (* 1945) |
| 1992 | Aung San Suu Kyi | Aung San Suu Kyi ist eine birmanische Oppositionspolitikerin und setzt sich seit den späten 1980er-Jahren für die gewaltlose Demokratisierung ihres Heimatlandes ein. 1991 wurde ihr hierfür der Friedensnobelpreis verliehen. Aung San Suu Kyi stand im Laufe ihres Lebens insgesamt 15 Jahre unter Hausarrest. Unter ihrem Parteivorsitz gewann die National League for Democracy die Wahlen im Jahr 1990, das Ergebnis wurde jedoch von der Militärregierung nicht anerkannt. Die Jury des Simón-Bolívar-Preises würdigte ihr gewaltloses Eintreten für die Menschenrechte. | Aung San Suu Kyi ist eine birmanische Oppositionspolitikerin und setzt sich seit den späten 1980er-Jahren für die gewaltlose Demokratisierung ihres Heimatlandes ein. 1991 wurde ihr hierfür der Friedensnobelpreis verliehen. Aung San Suu Kyi stand im Laufe ihres Lebens insgesamt 15 Jahre unter Hausarrest. Unter ihrem Parteivorsitz gewann die National League for Democracy die Wahlen im Jahr 1990, das Ergebnis wurde jedoch von der Militärregierung nicht anerkannt. Die Jury des Simón-Bolívar-Preises würdigte ihr gewaltloses Eintreten für die Menschenrechte. | Aung San Suu Kyi ist eine birmanische Oppositionspolitikerin und setzt sich seit den späten 1980er-Jahren für die gewaltlose Demokratisierung ihres Heimatlandes ein. 1991 wurde ihr hierfür der Friedensnobelpreis verliehen. Aung San Suu Kyi stand im Laufe ihres Lebens insgesamt 15 Jahre unter Hausarrest. Unter ihrem Parteivorsitz gewann die National League for Democracy die Wahlen im Jahr 1990, das Ergebnis wurde jedoch von der Militärregierung nicht anerkannt. Die Jury des Simón-Bolívar-Preises würdigte ihr gewaltloses Eintreten für die Menschenrechte. |
| 1992 | | Julius Nyerere | ehemaliger Präsident von Tansania | (1922–1999) |
| 1992 | Julius Nyerere | Julius Nyerere war ein tansanischer Politiker und von der Unabhängigkeit seines Heimatlandes im Jahr 1961 bis zu seinem Rücktritt im Jahr 1985 Präsident von Tansania. Die Jury des Simón-Bolívar-Preises würdigte ihn als „großen Humanisten, dessen Werte mehrere Generationen beeinflusst haben“. Nyerere habe einen unermüdlichen Kampf gegen Armut, Krankheit und Ignoranz geführt und sich für die wirtschaftliche, soziale und kulturelle Kooperation zwischen Nord und Süd eingesetzt. | Julius Nyerere war ein tansanischer Politiker und von der Unabhängigkeit seines Heimatlandes im Jahr 1961 bis zu seinem Rücktritt im Jahr 1985 Präsident von Tansania. Die Jury des Simón-Bolívar-Preises würdigte ihn als „großen Humanisten, dessen Werte mehrere Generationen beeinflusst haben“. Nyerere habe einen unermüdlichen Kampf gegen Armut, Krankheit und Ignoranz geführt und sich für die wirtschaftliche, soziale und kulturelle Kooperation zwischen Nord und Süd eingesetzt. | Julius Nyerere war ein tansanischer Politiker und von der Unabhängigkeit seines Heimatlandes im Jahr 1961 bis zu seinem Rücktritt im Jahr 1985 Präsident von Tansania. Die Jury des Simón-Bolívar-Preises würdigte ihn als „großen Humanisten, dessen Werte mehrere Generationen beeinflusst haben“. Nyerere habe einen unermüdlichen Kampf gegen Armut, Krankheit und Ignoranz geführt und sich für die wirtschaftliche, soziale und kulturelle Kooperation zwischen Nord und Süd eingesetzt. |
| 1990 | | Václav Havel | Staatspräsident der Tschechoslowakei | (1936–2011) |
| 1990 | Václav Havel | Václav Havel war ein tschechischer Schriftsteller und Politiker, der während der Herrschaft der kommunistischen Partei einer der führenden Regimekritiker der Tschechoslowakei war und zu den Initiatoren der Charta 77 gehörte. Er gilt als der Wegbereiter der deutsch-tschechischen Aussöhnung. Nach der Samtenen Revolution, an der er wesentlich beteiligt war, war er von 1989 bis 1992 Staatspräsident der Tschechoslowakei. Bei der Verleihung des Simón-Bolívar-Preises hieß es in der Laudation: „Havel ist weder Anti-Kommunist noch ein Freund des Kapitalismus, er kämpft für Freiheit im einfachsten und offensichtlichsten Sinne des Wortes. Er lehnt jeden Machtmissbrauch ab.“ | Václav Havel war ein tschechischer Schriftsteller und Politiker, der während der Herrschaft der kommunistischen Partei einer der führenden Regimekritiker der Tschechoslowakei war und zu den Initiatoren der Charta 77 gehörte. Er gilt als der Wegbereiter der deutsch-tschechischen Aussöhnung. Nach der Samtenen Revolution, an der er wesentlich beteiligt war, war er von 1989 bis 1992 Staatspräsident der Tschechoslowakei. Bei der Verleihung des Simón-Bolívar-Preises hieß es in der Laudation: „Havel ist weder Anti-Kommunist noch ein Freund des Kapitalismus, er kämpft für Freiheit im einfachsten und offensichtlichsten Sinne des Wortes. Er lehnt jeden Machtmissbrauch ab.“ | Václav Havel war ein tschechischer Schriftsteller und Politiker, der während der Herrschaft der kommunistischen Partei einer der führenden Regimekritiker der Tschechoslowakei war und zu den Initiatoren der Charta 77 gehörte. Er gilt als der Wegbereiter der deutsch-tschechischen Aussöhnung. Nach der Samtenen Revolution, an der er wesentlich beteiligt war, war er von 1989 bis 1992 Staatspräsident der Tschechoslowakei. Bei der Verleihung des Simón-Bolívar-Preises hieß es in der Laudation: „Havel ist weder Anti-Kommunist noch ein Freund des Kapitalismus, er kämpft für Freiheit im einfachsten und offensichtlichsten Sinne des Wortes. Er lehnt jeden Machtmissbrauch ab.“ |
| 1988 | | Vicaría de la Solidaridad | chilenische Menschenrechtsorganisation | (1976–1992) |
| 1988 | Die Menschenrechtsorganisation Vicaría de la Solidaridad wurde 1976 von Raúl Silva Henríquez, Erzbischof von Santiago de Chile, gegründet. Ihr Hauptanliegen war die Unterstützung der Opfer der Militärdiktatur unter Augusto Pinochet. Der Simón-Bolívar-Preis wurde ihr verliehen für ihren „unermüdlichen Kampf zur Verteidigung der Freiheit und der Achtung der Menschenrechte“. | | | |
| 1985 | | Contadora-Gruppe | Initiative zur Beilegung des Konflikts in El Salvador, Nicaragua und Guatemala | (gegründet 1983) |
| 1985 | Die Contadora-Gruppe war eine 1983 ins Leben gerufene Initiative der Außenminister von Kolumbien, Mexiko, Venezuela und Panama, zur Beilegung des militärischen Konflikts in El Salvador, Nicaragua und Guatemala. Ihre Arbeit führte 1987 zu den Friedensvereinbarungen von Esquipulas. Die Jury des Simón-Bolívar-Preises würdigte, dass sich die Gruppe dafür eingesetzt habe, das Leiden der Bevölkerung Mittelamerikas zu beenden, sicherzustellen, dass jedes der Völker sein Recht auf Würde und Unabhängigkeit ausüben könne, und eine Lösung für einen Konflikt zu finden, der mit seinem Fortdauern die Aussicht auf Frieden in der Welt ernsthaft gefährdet hätte. | | | |
| 1983 | | Juan Carlos I. | König von Spanien | (* 1938) |
| 1983 | Juan Carlos I. | Juan Carlos I. war von 1975 bis 2014 König von Spanien. Er ist der älteste Sohn von Juan de Borbón y Battenberg und somit Enkel von König Alfons XIII. von Spanien. Seine Rolle gilt als wesentlich für die nach dem Ende der franquistischen Diktatur stattfindende Demokratisierung Spaniens. Hierfür und in Würdigung der Tatsache, dass er den sichersten Garanten für die Demokratie in seinem Heimatlande darstelle, wurde ihm der Simón-Bolívar-Preis verliehen. | Juan Carlos I. war von 1975 bis 2014 König von Spanien. Er ist der älteste Sohn von Juan de Borbón y Battenberg und somit Enkel von König Alfons XIII. von Spanien. Seine Rolle gilt als wesentlich für die nach dem Ende der franquistischen Diktatur stattfindende Demokratisierung Spaniens. Hierfür und in Würdigung der Tatsache, dass er den sichersten Garanten für die Demokratie in seinem Heimatlande darstelle, wurde ihm der Simón-Bolívar-Preis verliehen. | Juan Carlos I. war von 1975 bis 2014 König von Spanien. Er ist der älteste Sohn von Juan de Borbón y Battenberg und somit Enkel von König Alfons XIII. von Spanien. Seine Rolle gilt als wesentlich für die nach dem Ende der franquistischen Diktatur stattfindende Demokratisierung Spaniens. Hierfür und in Würdigung der Tatsache, dass er den sichersten Garanten für die Demokratie in seinem Heimatlande darstelle, wurde ihm der Simón-Bolívar-Preis verliehen. |
| 1983 | | Nelson Mandela | südafrikanischer Apartheidsgegner | (1918–2013) |
| 1983 | Nelson Mandela | Nelson Mandela war ein führender Anti-Apartheid-Kämpfer Südafrikas. Er gilt neben Martin Luther King als wichtigster Vertreter im Kampf gegen die weltweite Unterdrückung der Schwarzen sowie als Wegbereiter des versöhnlichen Übergangs von der Apartheid zu einem gleichheitsorientierten, demokratischen Südafrika. Die Jury des Simón-Bolívar-Preises würdigte ihn als Symbol des langen Kampfes seines Volkes für Würde und Freiheit. | Nelson Mandela war ein führender Anti-Apartheid-Kämpfer Südafrikas. Er gilt neben Martin Luther King als wichtigster Vertreter im Kampf gegen die weltweite Unterdrückung der Schwarzen sowie als Wegbereiter des versöhnlichen Übergangs von der Apartheid zu einem gleichheitsorientierten, demokratischen Südafrika. Die Jury des Simón-Bolívar-Preises würdigte ihn als Symbol des langen Kampfes seines Volkes für Würde und Freiheit. | Nelson Mandela war ein führender Anti-Apartheid-Kämpfer Südafrikas. Er gilt neben Martin Luther King als wichtigster Vertreter im Kampf gegen die weltweite Unterdrückung der Schwarzen sowie als Wegbereiter des versöhnlichen Übergangs von der Apartheid zu einem gleichheitsorientierten, demokratischen Südafrika. Die Jury des Simón-Bolívar-Preises würdigte ihn als Symbol des langen Kampfes seines Volkes für Würde und Freiheit. |